# 남편

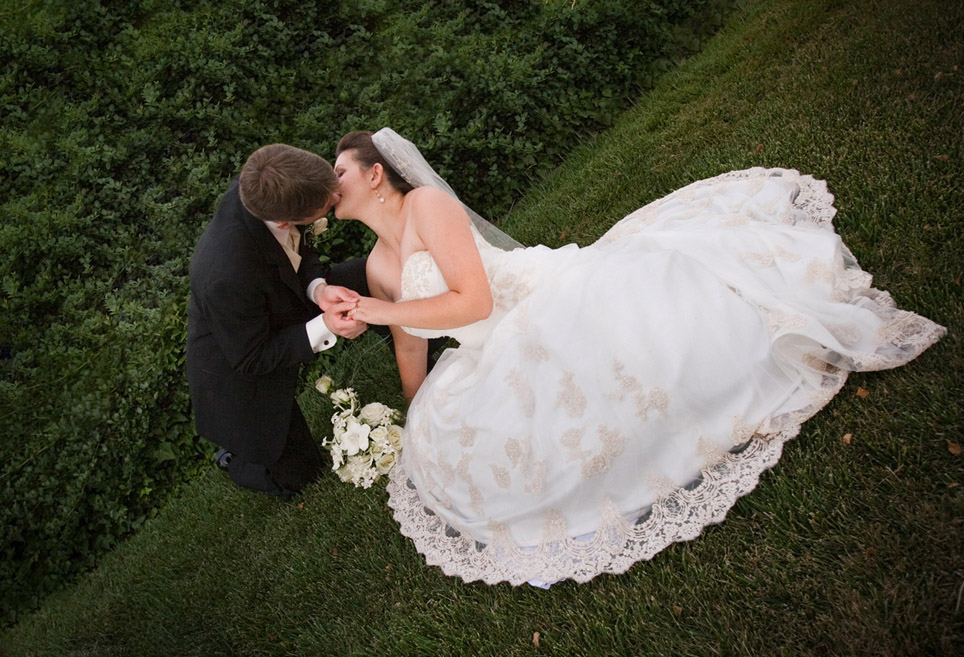
신부에게 키스하는 신혼 남편

남편(男便)은 혼인관계에 있는 두 사람 중 남성 쪽을 일컫는 호칭이며 부군(夫君 ; 지아비)라고도 한다. 배우자와 타인에 대한 남편의 권리와 의무, 지역 사회와 법률에서 남편의 지위는 사회와 문화에 따라 다르며 시간이 지남에 따라 다양해졌다.
일부일처제 문화권에서는 중혼과 복혼을 법으로 금지하여 단 두 명의 결혼 당사자만 존재한다. 전통적으로 남편은 가장으로 여겨졌고, 생계를 부양하는 유일한 사람임이 당연시되었으며 일부 문화권에서 (때로는 가부장제로 묘사되는) 이 역할이 계속해서 이어져왔다. 오늘날의 남편은 반드시 가족의 생계를 책임지는 사람으로 여겨지지 않으며, 특히 남편의 배우자가 경제적으로 여유가 있는 직업이나 경력을 가지고 있을 때는 더욱 그렇다. 이런 경우에 부부 사이에 자녀가 있을 경우 남편이 전업주부로 활동하는 것도 드문 일이 아니다.
남편이라는 용어는 배우자와 별거하는 남성에게도 계속 적용되며, 법적으로 이혼을 인정받거나 배우자가 사망하여 결혼 생활이 종료된 시점에서는 이 용어를 사용하지 않는다. 배우자와 사별한 남편은 홀아비라고 부르며, 이혼 후에는 이전 배우자의 "전 남편"이라고 부른다.

## 같이 보기
- 아내
- 결혼